# Stor rosenkvitten
Stor rosenkvitten (Chaenomeles speciosa) är en rosväxtart som först beskrevs av Robert Sweet, och fick sitt nu gällande namn av Takenoshin Nakai. Stor rosenkvitten ingår i släktet rosenkvittnar, och familjen rosväxter. Inga underarter finns listade i Catalogue of Life.

## Bildgalleri

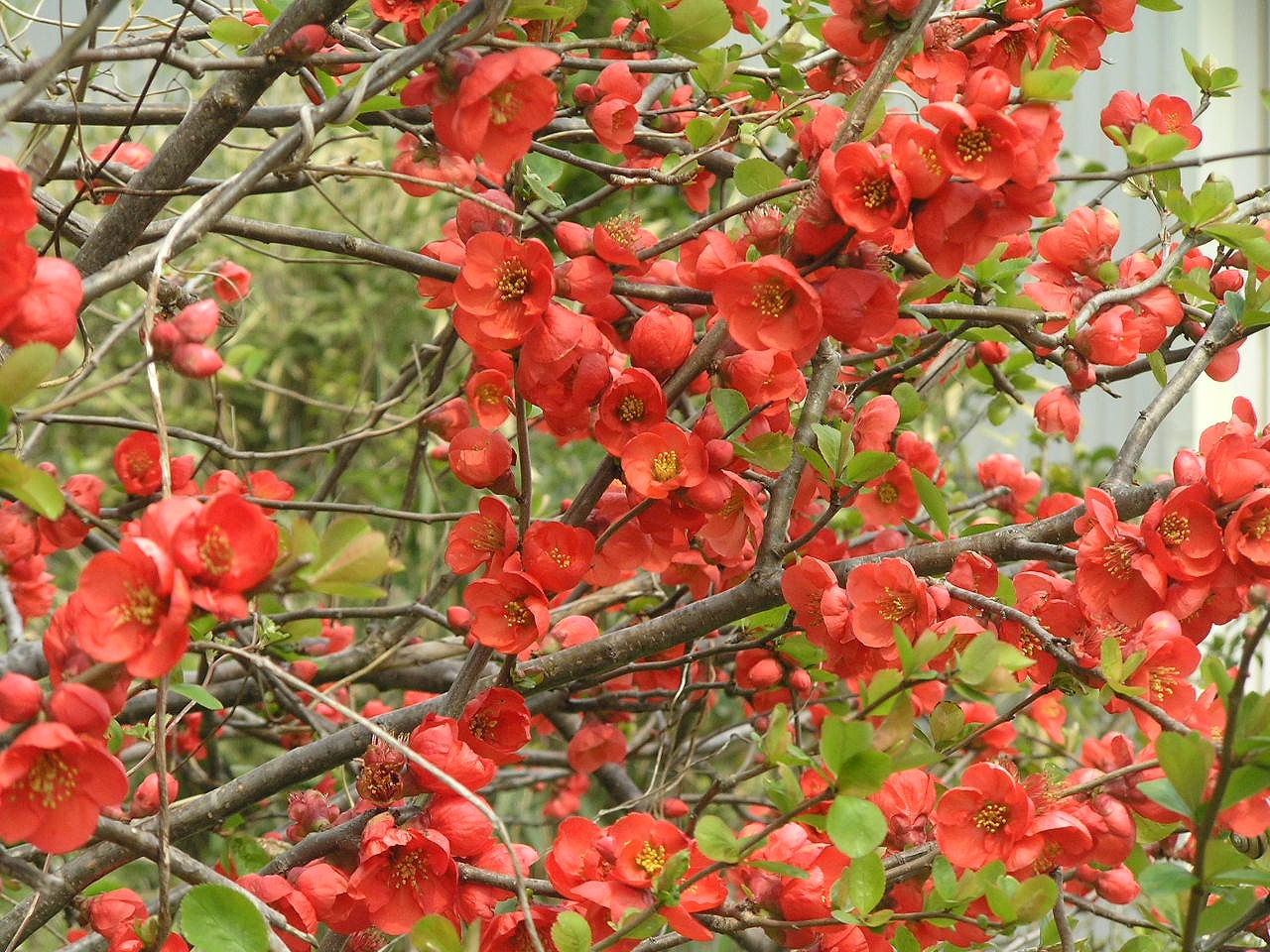
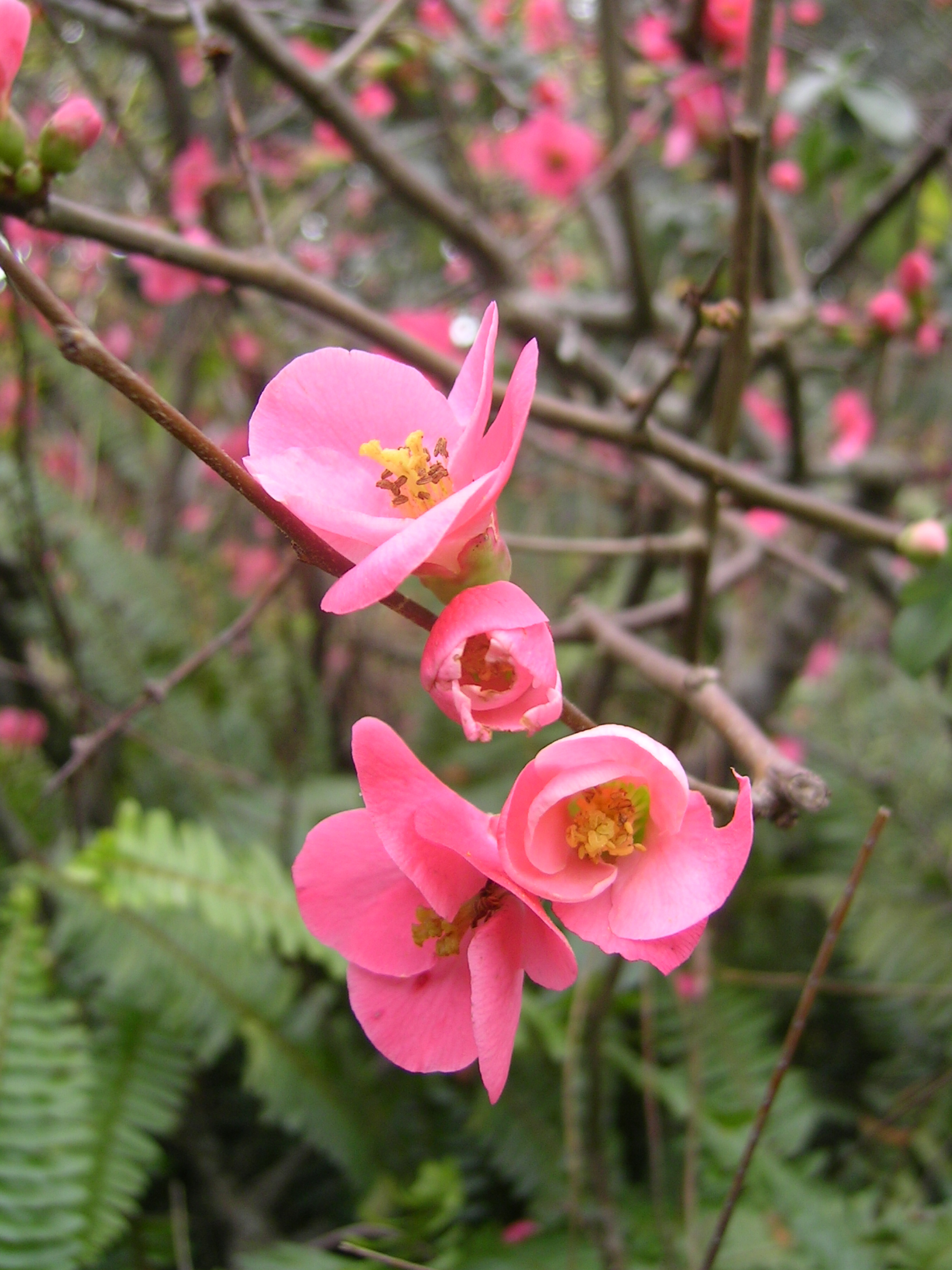
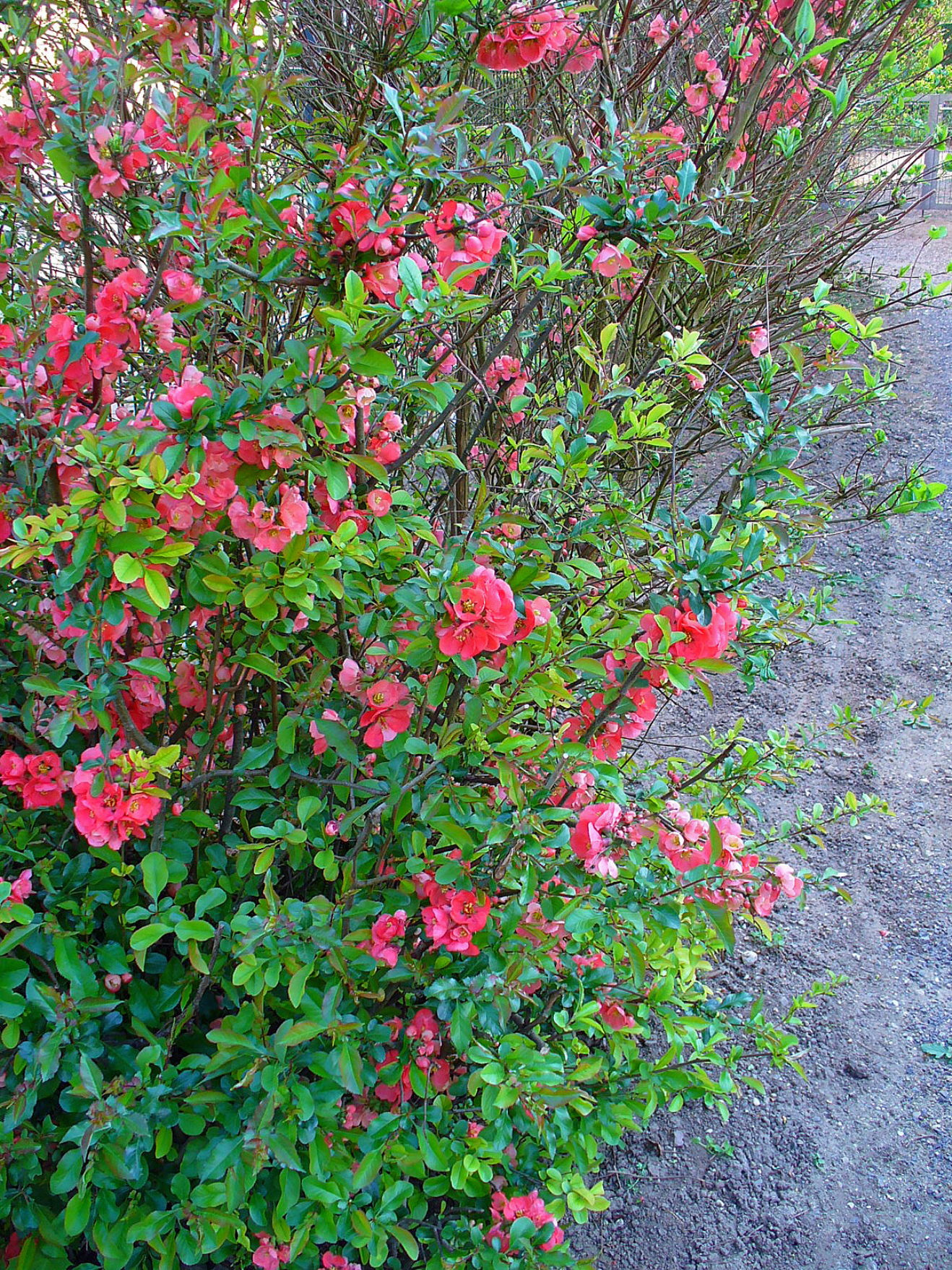
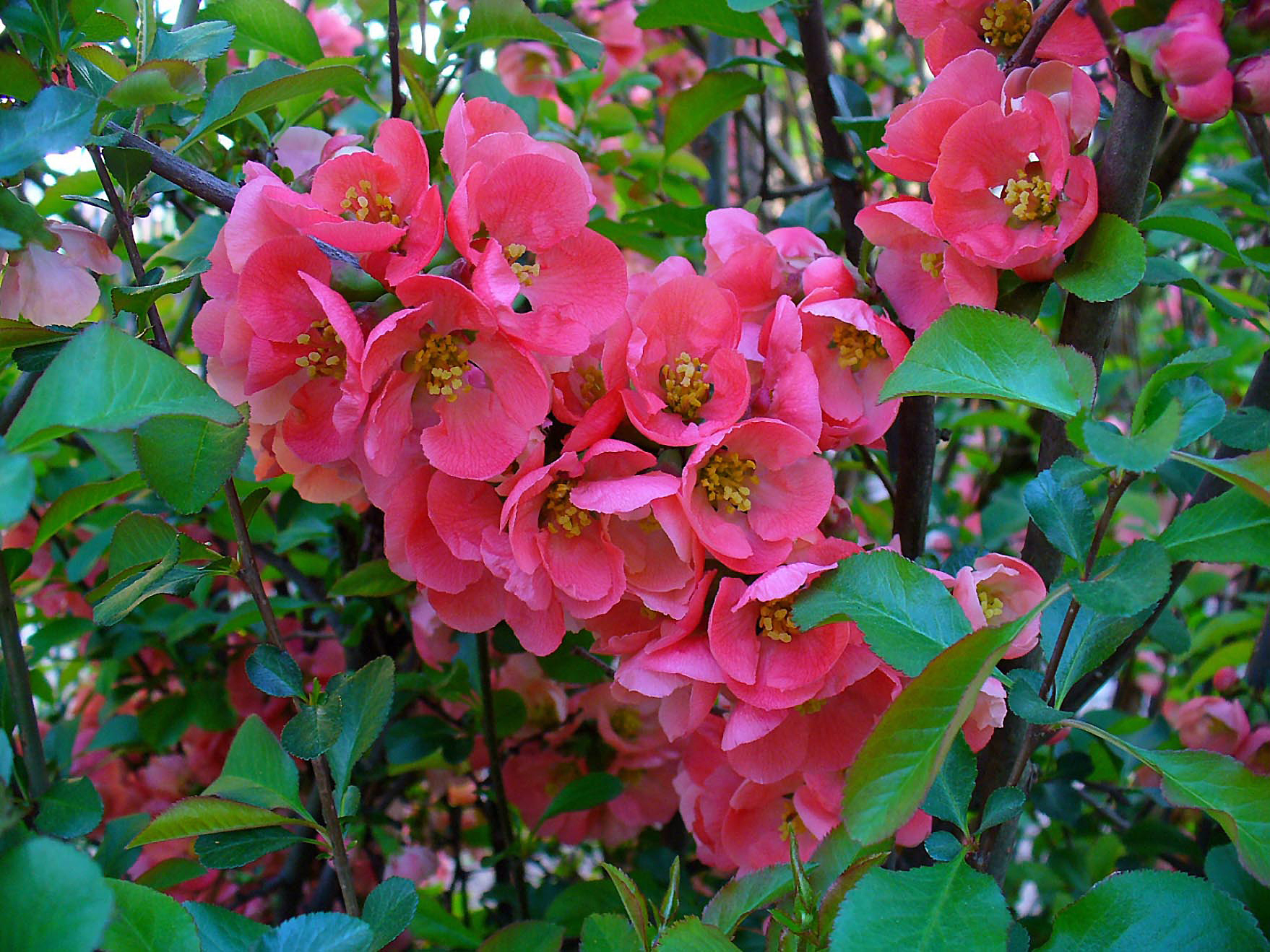
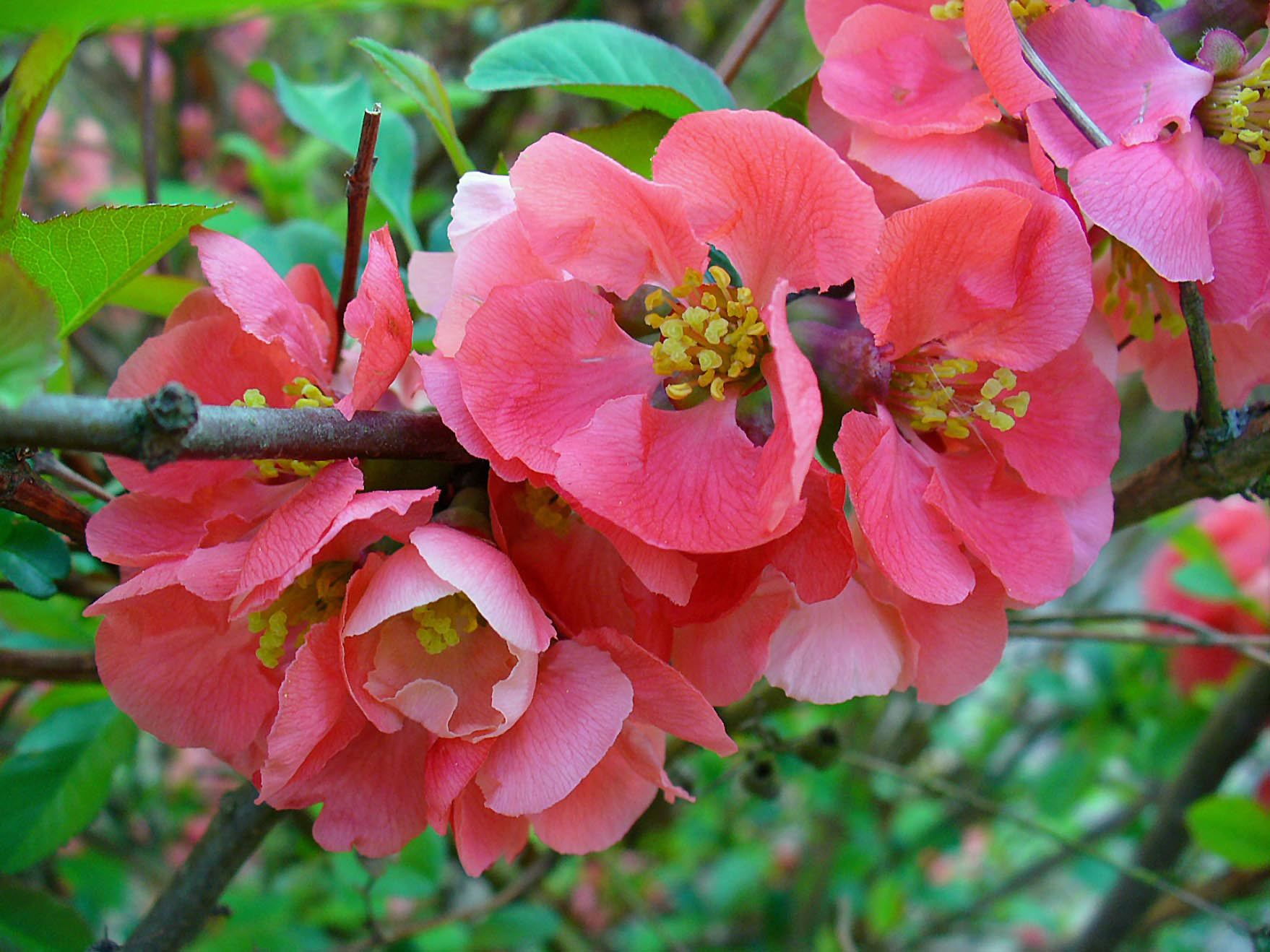
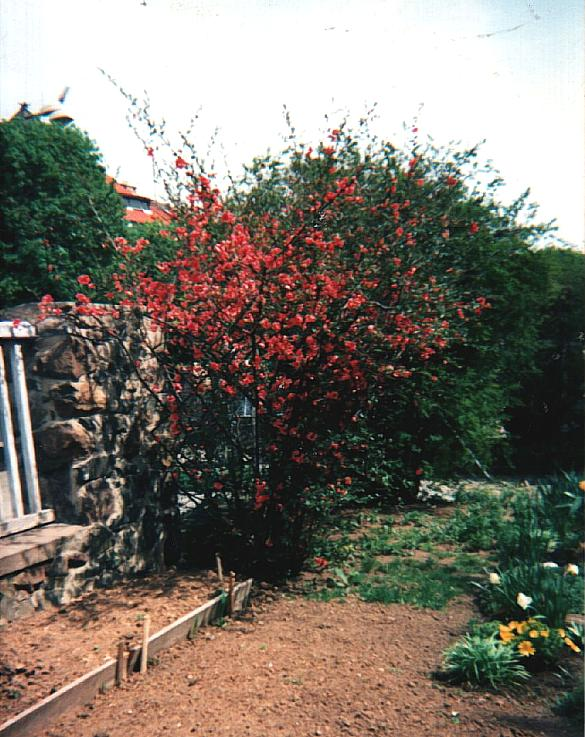